# Fatalne jaja
Fatalne jaja (ros. Роковые яйца) – opowiadanie Michaiła Bułhakowa. Autor ukończył je w październiku 1924, a cztery miesiące później ukazało się ono w almanachu wydawnictwa Niedra.
Wkrótce potem zostało wydane w Polsce w przekładzie Edmunda Jezierskiego (w tomie mieści się jeszcze opowiadanie Diaboliada). Później powstało też tłumaczenie Ireny Lewandowskiej i Witolda Dąbrowskiego. Opowiadanie wydrukowano m.in. w miesięczniku „Literatura na Świecie”, nr 9/1981 s. 5-106.
Jest to utwór science fiction będący także parodią powieści katastroficznej. Uczony odkrywa promienie wzmagające wielokrotnie aktywność, agresywność i rozmiary organizmów żywych. Wskutek pomyłki dochodzi do rozmnożenia groźnych egzotycznych gadów. Utwór jest także satyrą na sytuację w Związku Radzieckim po rewolucji.
Pod tym tytułem funkcjonuje też zbiór 3 opowiadań Bułhakowa: Fatalne jaja, Szkarłatna wyspa (nawiązanie do jednej z powieści Juliusza Verne’a) i Przygody Cziczikowa.